# Paracelso
(Paracelso, Responsio ad quasdam accusationes & calumnias suorum aemulorum et obtrectatorum. Defensio III. Descriptionis & designationis nouorum Receptorum.)
Philippus Aureolus Theophrastus Bombastus von Hohenheim, detto Paracelsus, o Paracelso (Einsiedeln, 14 novembre 1493 – Salisburgo, 24 settembre 1541), è stato un medico, alchimista e astrologo svizzero.
Paracelso o "Paracelsus" (che deriverebbe da «eguale a» o «più grande di Celsus», forse riferito all'enciclopedista romano del primo secolo Aulo Cornelio Celso, noto per il suo trattato De medicina) è una delle figure più rappresentative del Rinascimento. Egli è anche noto per aver battezzato lo zinco, chiamandolo zincum, ed è considerato come il primo botanico sistematico. Si laureò all'Università di Ferrara, più o meno negli stessi anni in cui vi si laureò Niccolò Copernico.
Fino al XV secolo la composizione e i mutamenti della materia erano spiegati sulla base della dottrina dei quattro elementi di Aristotele: acqua, aria, terra e fuoco. Paracelso, per la prima volta, aggiunse a essa una teoria che contemplava tre nuovi principi della materia (sale, zolfo e mercurio), contrassegnata dalla presenza di spiriti della natura responsabili delle sue trasformazioni e cambiamenti. Egli inoltre rifiutò l'insegnamento tradizionale della medicina, dando vita a una nuova disciplina, la iatrochimica, basata sulla cura delle malattie attraverso l'uso di sostanze minerali.

## Biografia
Philippus Aureolus Theophrastus Bombastus von Hohenheim amava farsi chiamare Paracelso, a indicare che lui era sullo stesso piano di (in greco parà sta per vicino, presso) Aulo Cornelio Celso, romano naturalista ed esperto in arti mediche vissuto nella prima metà del I secolo. Si dice di lui che non avesse un carattere facile ma superbo e orgoglioso. «Alcuni mi accusano di superbia, altri di pazzia, altri ancora di stoltezza». Ricevette molte accuse, tra cui quella di alcolismo o di non prendere parte alle cerimonie religiose. In realtà egli si considerava un dottore delle Sacre Scritture, una sorta di teologo laico, convinto, però, che la fede andasse vissuta dentro di sé, a livello intimo più che collettivo.

### Origini, infanzia, anni di apprendistato

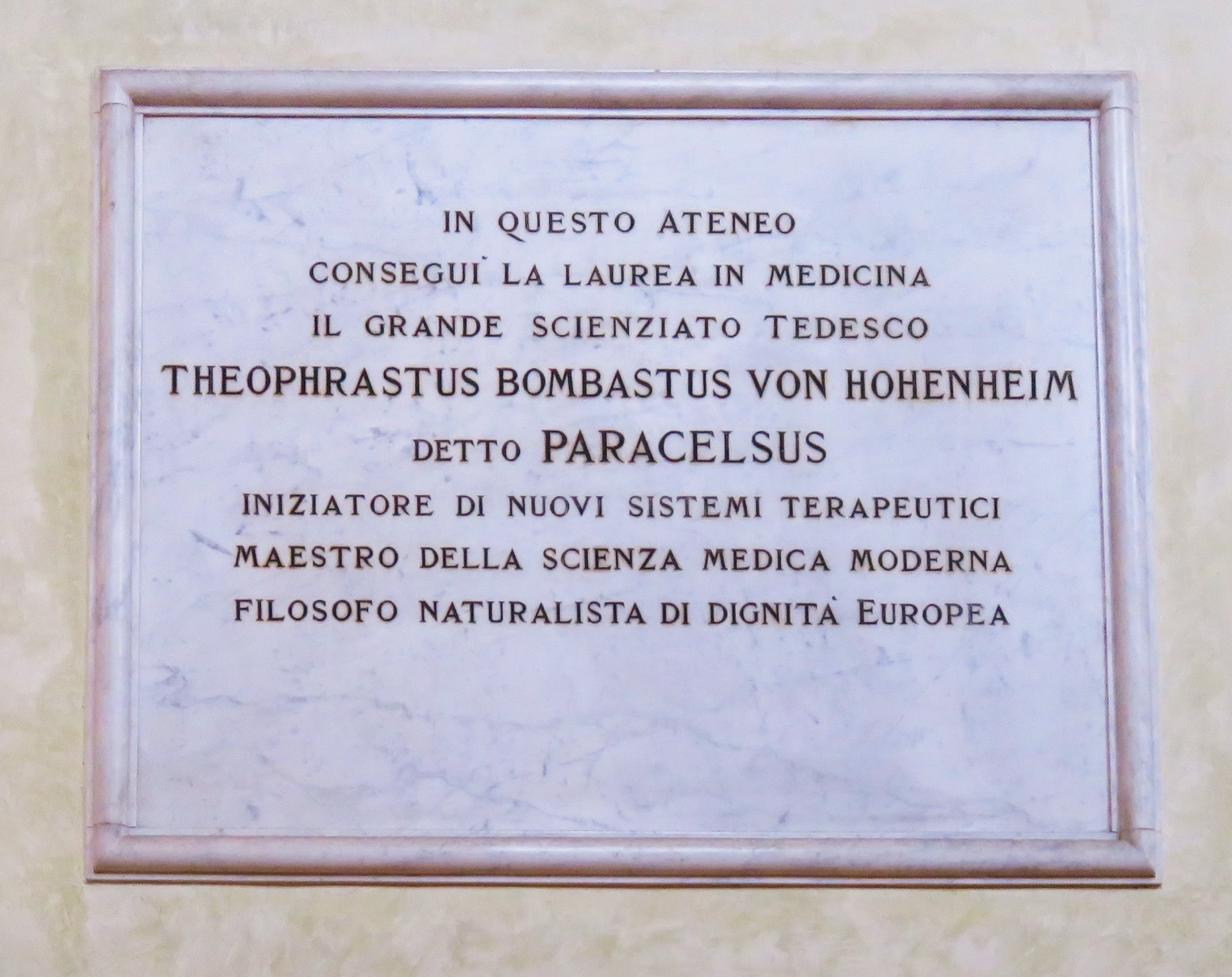
Lapide che ricorda Paracelso nello scalone d'onore di palazzo Paradiso, a Ferrara, già sede universitaria e di recente sede della biblioteca comunale Ariostea

Paracelso era figlio di Wilhelm von Hohenheim e di una serva ecclesiastica. Nacque a Einsiedeln, cittadina della Svizzera centrale, in una delle case vicine al monastero di Unsere Liebe Frau, una delle stazioni di sosta per i pellegrini diretti a Santiago di Compostela. La figura di sua madre è avvolta dal mistero; secondo alcune voci del tempo sarebbe stata un'isterica, idea forse diffusasi a partire dall'esperienza di Paracelso riguardo a questa malattia nelle donne. Pare, inoltre, che da lei il figlio avrebbe ereditato la bruttezza fisica e le maniere rozze. Nel 1502 si stabilì con il padre in Carinzia, a Villaco. Fu da suo padre, laureato in medicina presso l'Università di Tubinga, che egli ricevette i primi insegnamenti in medicina e in chimica. In seguito, sotto l'abate e alchimista Giovanni Tritemio, studiò chimica e occultismo.
Per quanto riguarda la sua formazione universitaria, che avvenne tra il 1509 e il 1515, lui stesso dice di aver frequentato varie università. A quanto pare, non subì alcun fascino da parte della Sorbona di Parigi, che pure era all'avanguardia dal punto di vista del sapere anatomico. La sua fortuna fu quella di venire a contatto con la medicina innovativa dell'Italia settentrionale.

### Gli anni del vagabondaggio e Basilea

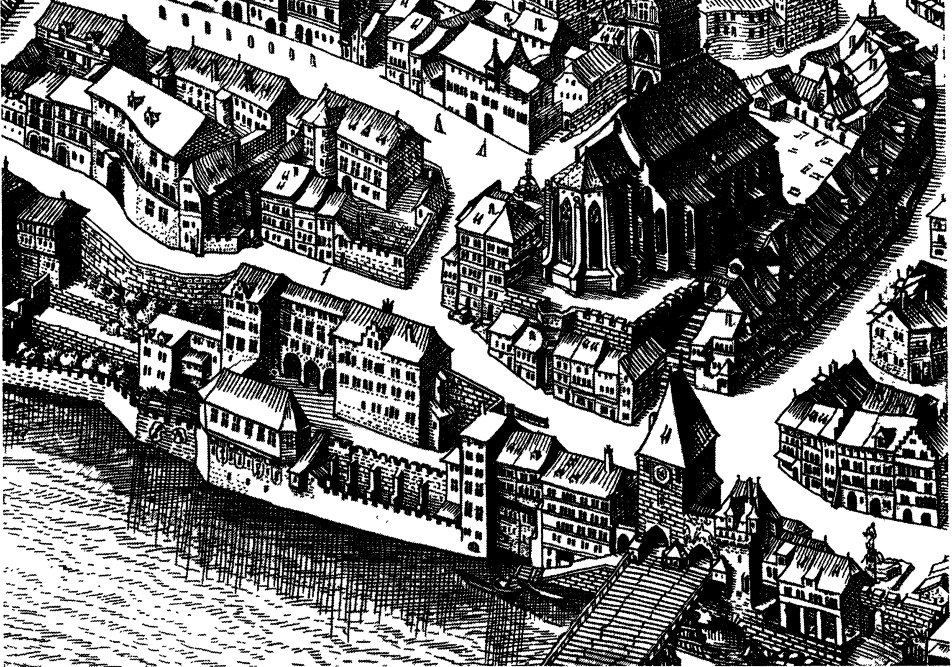
L'università di Basilea in un'antica incisione, dove Paracelso diventa professore nell'anno 1527

La sua vita fu estremamente movimentata, ma difficile da ricostruire, perché notoriamente Paracelso abbellì la sua biografia di particolari inventati e avventurosi. Secondo quanto lui dice, dopo aver lavorato nelle miniere in Germania e in Ungheria, dove apprese i segreti dei metalli, intraprese lunghi vagabondaggi che lo portarono in Italia, soggiornando a Torino e poi in Spagna, in Germania, in Inghilterra, in Svezia, in Polonia, in Transilvania; mete plausibili, mentre è molto meno probabile che, come egli stesso dice, sia stato in India e in Cina. Pare che si fosse recato anche in Russia, alla ricerca delle miniere dei Tatari, dove sarebbe stato fatto prigioniero dal Khan, che gli avrebbe svelato dei segreti.
Molto importante fu per lui l'esperienza di medico militare, prima durante la guerra veneziana, più tardi in Danimarca e in Svezia. Tornato in Germania, la sua fama aumentò rapidamente e nel 1527 gli fu offerta la cattedra di medicina all'Università di Basilea. Paracelso, nello stesso anno, fece bruciare pubblicamente dai suoi studenti i testi di Galeno e Avicenna, bollandoli come ignoranti in materia medica, e sostenendo che ognuno possiede dentro di sé le doti necessarie per esplorare il mondo.
Poco dopo iniziò a perdere anche quella stima e fiducia da parte degli studenti che fino ad allora lo avevano salvato dal rischio di allontanamento dall'ambiente universitario. La sua opposizione aperta sia alla medicina tradizionale sia alla nuova medicina nata tra Italia e Francia e la sua indole polemica lo portarono a perdere il lavoro fisso di insegnante presso l'Università di Basilea. Lasciò infatti la città nel gennaio del 1528. Negli stessi anni tra le università francesi e quelle italiane si andavano riscoprendo i classici di Galeno e Avicenna, purificati filologicamente dalle glosse medioevali e integrati da trattati di anatomia "scientifici", oltre a ricerche empiriche che andavano ad attaccare direttamente la tradizione popolare (come per esempio le opere di Laurent Joubert della facoltà di medicina dell'Università di Montpellier) e quelle platoniche.

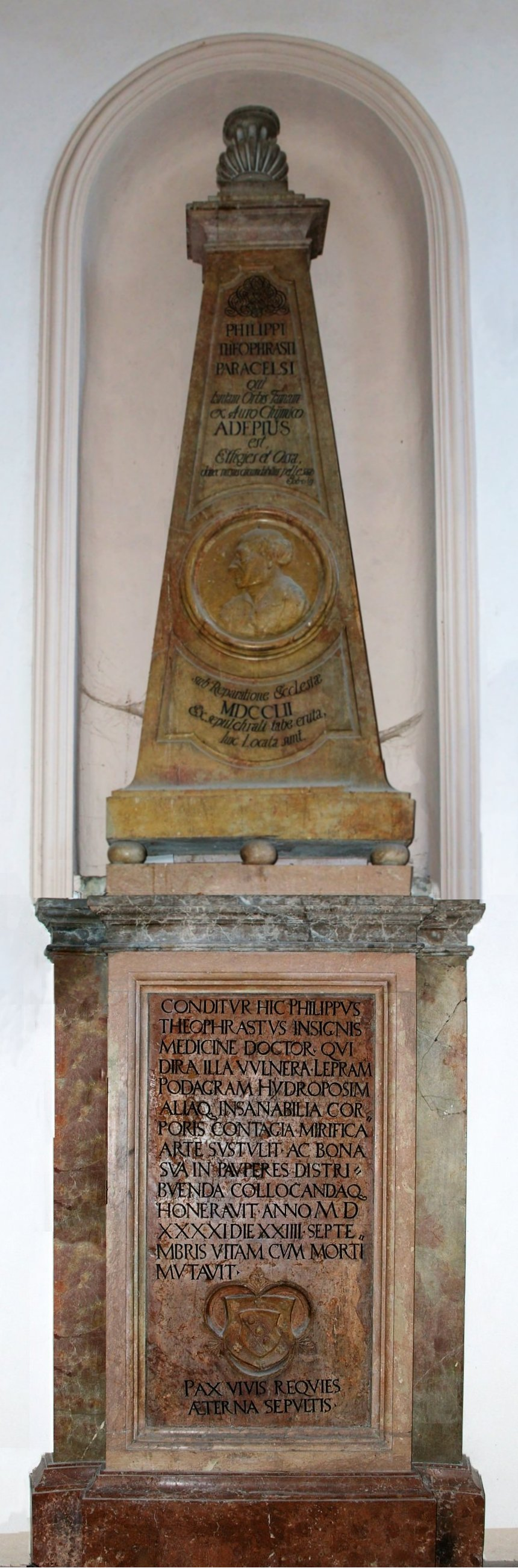
Tomba di Paracelso a Salisburgo

### Il periodo di San Gallo
A San Gallo, cittadina dell'Est della Svizzera, visse un secondo breve periodo positivo della sua vita. Qui, nel 1531, gli vennero affidate le cure del borgomastro del paese Christian Studer per ventisette settimane. Tuttavia, Paracelso non era tenuto in gran considerazione dai medici teorici di allora. Durante questi anni, infatti, la sua figura si contrapponeva a quella di Joachim Vadiano, il medico e luminare più in vista a San Gallo, cittadina della quale era stato anche sindaco, umanista che però prediligeva la teoria alla pratica e al contatto diretto con il malato. Le fonti indicano che Paracelso fosse spesso consultato per problemi allo stomaco e all'intestino, probabilmente perché la sua fama era maggiore in questo campo che nella chirurgia.
Durante il soggiorno a San Gallo si verificò un evento a partire dal quale si può intuire l'inclinazione profetica della personalità di Paracelso: come egli scrive nella sua opera Paramirum, il 28 ottobre del 1531 avvistò un gigantesco arcobaleno. Egli notò che questo indicava la stessa direzione da cui, due mesi prima, era venuta la cometa di Halley. Secondo Paracelso, l'arcobaleno, da lui chiamato arco della pace, avrebbe portato un messaggio salvifico dopo la discordia annunciata dalla cometa.
Dopo aver passato i restanti anni della sua vita a vagare di città in città, morì a Salisburgo il 24 settembre 1541. È sepolto nella chiesa di S. Sebastiano. Si credeva fosse morto di apoplessia, ma nel tempo sono stati sollevati molti dubbi sulla sua morte e sono state sostenute principalmente due teorie che argomentano a favore di una morte per avvelenamento da mercurio, oppure,  quando la tomba fu aperta molto tempo dopo, si scoprì che il cranio presentava delle fratture tipiche di una morte violenta. Per quanto riguarda la prima ipotesi, si è fatto notare che Paracelso adoperava spesso il mercurio come medicamento e, di conseguenza, la morte avrebbe potuto essere dovuta all’accumulo graduale della sostanza nelle sue mani, oppure potrebbe essere stato ingerito intenzionalmente da lui o per opera di altri. Nel secondo caso, la ferita, compatibile sia con una grave caduta accidentale sia con una ferita da arma da taglio, non sarebbe plausibile in quanto, nei giorni precedenti il decesso, egli fu molto attivo intellettualmente, il che non sarebbe stato possibile se avesse subito delle ferite così gravi al cervello. Di conseguenza resta in piedi la possibilità di lesioni causate dopo la sua morte, da parte di un maldestro becchino, per esempio.  Le scene più commoventi presso la sua tomba si sono verificate nel 1831 quando, durante le terribili settimane del colera indiano, gli abitanti delle Alpi Salisburghesi si recarono in pellegrinaggio a Salisburgo per implorare non il Santo patrono, ma il medico Paracelso, di risparmiarli dall'epidemia.

## La dottrina
(Paracelso)

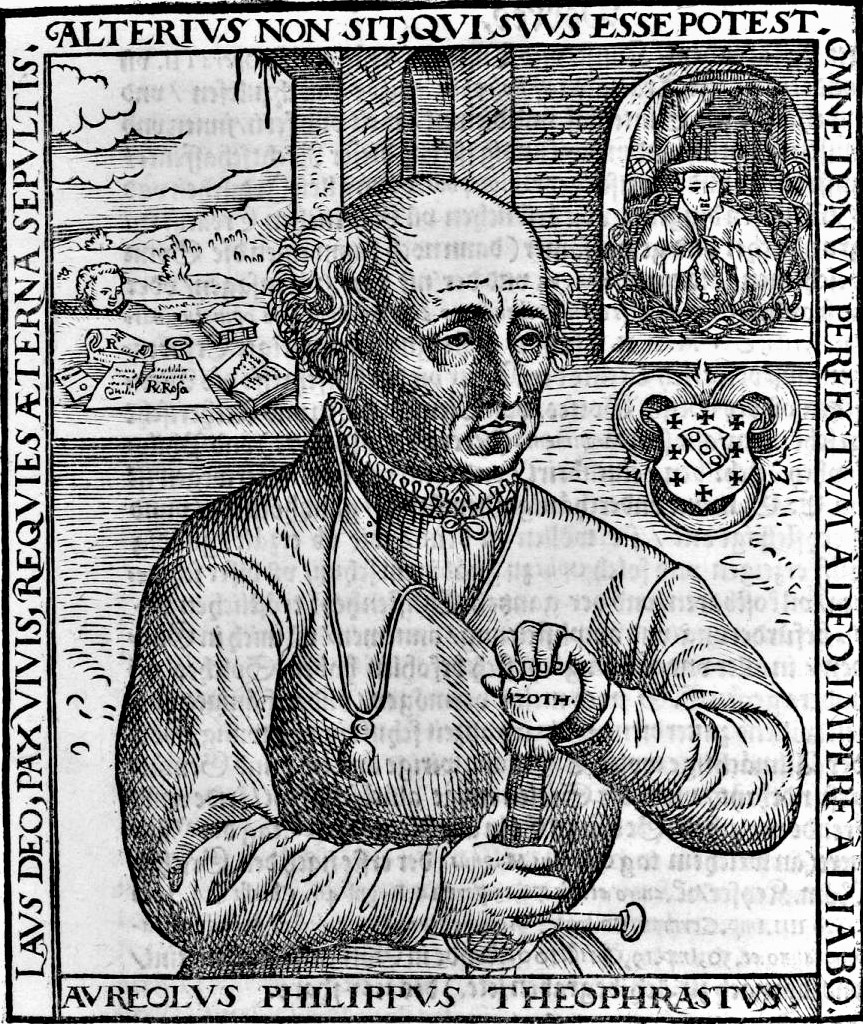
Paracelso ritratto nel 1567 nella tipica posa di impugnare l'elsa della sua spada in cui, come indicato dal nome ivi impresso, si diceva fosse contenuto un rimedio miracoloso denominato «azoth». Sullo sfondo compaiono simboli rosacrociani, mentre in alto è riportato il motto latino Alterius non sit qui suus esse potest («non appartenga ad altri colui che può appartenere a sé stesso»).

Secondo Paracelso, i migliori insegnamenti per un medico non provenivano affatto dai veneratissimi medici del passato, come Ippocrate, Galeno o Avicenna, bensì dall'esperienza, quella stessa che lui aveva raccolto nei suoi numerosi viaggi e che voleva trasmettere ai suoi alunni. Allo sguardo rivolto al passato, agli antichi, egli voleva contrapporre il progresso, uno slancio verso uno studio più approfondito della natura, in cui era convinto ci fosse la cura per ogni sorta di malattia, riprendendo la concezione ippocratica della «vis medicatrix naturae».

### L'alchimia spagirica
Paracelso introdusse una nuova tipologia di alchimia, non più basata sulla trasmutazione dei metalli, bensì dei vegetali, e da lui denominata «spagiria». In particolare, come spiega nei dieci libri degli Archidoxa, nella natura ci sono delle forze guaritrici chiamate «Archei» o arcana, spiriti incorporei che vengono portati alla luce da quest'arte. I quattro arcani principali sono la prima materia, il lapis philosophorum, il mercurium vitae e la tintura.
Egli ritiene secondario attribuire l'insorgenza delle malattie allo squilibrio dei quattro umori secondo la teoria allora prevalente, ritenendo invece che la loro origine sia dovuta all'azione di tali arcani, in grado di alterare i tre principi spagirici dell'organismo, operanti nei quattro elementi.

### I tre principi
Questi tre elementi basilari, che nella visione paracelsiana compenetrano tutti i corpi, organici e inorganici, uomo compreso, sono costituiti dal sale, lo zolfo e il mercurio, da intendere più che altro come archetipi spirituali, la cui espressione fisica è solo un aspetto tangibile. Lo stato di salute è quello in cui queste tre sostanze formano una perfetta unità e non sono riconoscibili singolarmente, mentre nella malattia si separano. Nella prima metà del XVI secolo sostenne infatti:
Alla teoria dei contrari egli opponeva inoltre la teoria dei simili, già presente presso i primitivi e gli Egiziani, secondo la quale una malattia può essere curata con la stessa sostanza da cui è stata causata.
(Paracelso, Opus paragranum, 1529)

### Il rinnovamento della medicina
Paracelso rifiuta quindi l'interpretazione metallurgica del sapere alchemico e la sua ricerca della produzione di metalli preziosi a partire da quelli più vili. L'alchimia paracelsiana si concentra invece sulle sue ricadute medicinali, collegate ai concetti di elixir, sviluppando le premesse di Raimondo Lullo. Da questo punto di vista Paracelso «può essere considerato un pioniere della chimica farmaceutica poiché creò numerose preparazioni a scopo curativo con sostanze minerali (come mercurio, piombo, zolfo, ferro, arsenico, antimonio, solfato di rame) e vegetali (come il laudano) che puntavano a separare il "buono" dal "cattivo", isolando, a seconda dei casi, attraverso la distillazione o la concentrazione, uno dei cinque principi attivi da lui individuati», equiparati ad altrettanti principi delle malattie, e da lui elencati nel Volumen Paramirum, ossia ens astrale, ens venale, ens naturale, ens spirituale ed ens dei.

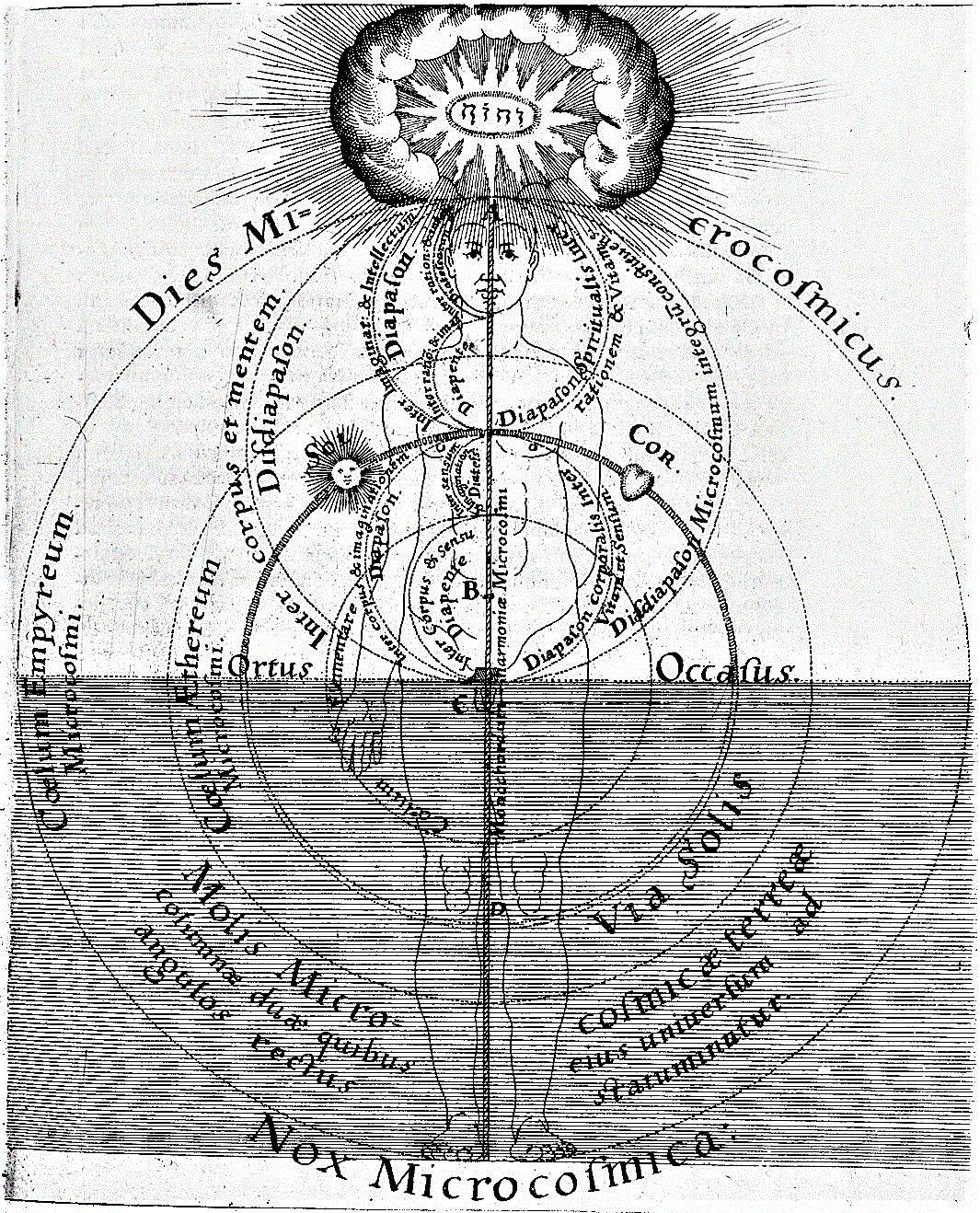
Le corrispondenze planetarie tra il macrocosmo e il microcosmo umano, in un'incisione del paracelsiano Robert Fludd (1619)

L'influsso astrale è ciò che collega, secondo Paracelso, il macrocosmo al microcosmo, i pianeti all'uomo, secondo relazioni di simpatie o antipatie. Il medico può, attraverso la magia naturale, non solo conoscere questi nessi, ma anche intervenire su di essi per modificarli a scopi terapeutici. Ogni elemento, compreso l'essere umano, è dotato di un corpo astrale che lo mette in risonanza col mondo degli astri. È nell'astrale che si originano tutte le malattie, e solo in esso che a loro volta è possibile curarle. Per questo Paracelso considerava dei ciarlatani quei medici che non tenessero conto dell'astrologia nelle loro diagnosi, o ne avessero una conoscenza superficiale. Nella sua visione d'insieme che unisce anatomia, filosofia e mitologia, egli rilevò ad esempio le seguenti corrispondenze occulte dei pianeti con gli organi del corpo umano:
- Saturno, archetipo delle miniere e dell'oscurità, con la milza.[25]
- Giove, che presiede alla spiritualità e alla giustizia, col fegato.[25]
- Marte, espressione di potenza ed energia, con i genitali,[25] oltre alla bile.[26]
- Il Sole, perno centrale del sistema planetario, col cuore.[25]
- Venere, governatrice della socialità e dell'armonia, con i reni.[25]
- Mercurio, archetipo delle comunicazioni e delle relazioni con l'esterno, coi polmoni.[25]
- La Luna, attinente all'umido, all'immaginazione, alla memoria, col cervello.[25]

Tali corrispondenze si riflettono anche sul piano minerale, vegetale o animale, sicché diventa possibile utilizzare le virtù di quest'ultimi in base alla loro somiglianza simpatetica col caso da trattare, secondo la dottrina delle segnature:
(Paracelso, Paragranum, I)
In tal modo, essendo la malattia il risultato di una forza maligna che attacca dall'esterno gli arcana di un organo, il trattamento mirerà a ripristinare l'essenza malata con la somministrazione di un arcano della stessa tipologia di quello colpito. Un male causato da un veleno deve essere trattato cioè da un veleno affine, convertito in medicamento tramite preparazioni alchemiche. Questo procedimento per analogia è in parte simile al principio omeopatico a cui ricorrerà secoli dopo Samuel Hahnemann, del quale Paracelso può essere considerato in un certo senso un precursore, come lo fu delle medicine esoteriche in generale e in particolare di quella antroposofica.

### L'etica del medico
Da un punto di vista più intimo, Paracelso dava molta importanza, non meno di Ippocrate, all'integrità personale del medico, al suo agire secondo coscienza. Inoltre, vedeva nel celibato un mezzo che permetteva al medico di dedicarsi totalmente alla cura dei pazienti, anche in caso di malattie contagiose e quindi per lui pericolose. Pare, infatti, che egli fosse casto. Secondo Paracelso le malattie, come la salute, provenivano da Dio, dunque il medico non era altro che colui che faceva avvenire quella guarigione che altrimenti sarebbe venuta direttamente da Dio, se il paziente avesse avuto abbastanza fede.

### La donna
Interessante è la dottrina, anch'essa originale, costruita da Paracelso intorno alla donna. Innanzitutto, egli riconosce che anche alcune figure femminili, nella sua vita, hanno contribuito a formare il suo sapere di medico. Distingue nettamente l'anatomia e lo spirito della donna rispetto a quelli dell'uomo. Per lui la donna è matrix (matrice), termine con cui non si intendono solo gli organi riproduttivi, ma la totalità di essa. Quello della donna è un piccolo mondo a parte in cui però è racchiuso il grande mistero della vita, che la mette a stretto contatto con il grande mondo della natura. Mentre secondo la tradizione, a partire da Ippocrate, la donna è solo il recipiente che raccoglie il seme, per Paracelso la capacità immaginativa della donna incinta è decisiva per la formazione spirituale del figlio. Si hanno sue descrizioni dell'anatomia femminile, anche se molto meno dettagliate rispetto a quelle di Vesalio, in quanto basate principalmente sull'osservazione esterna.

## Contributi medici

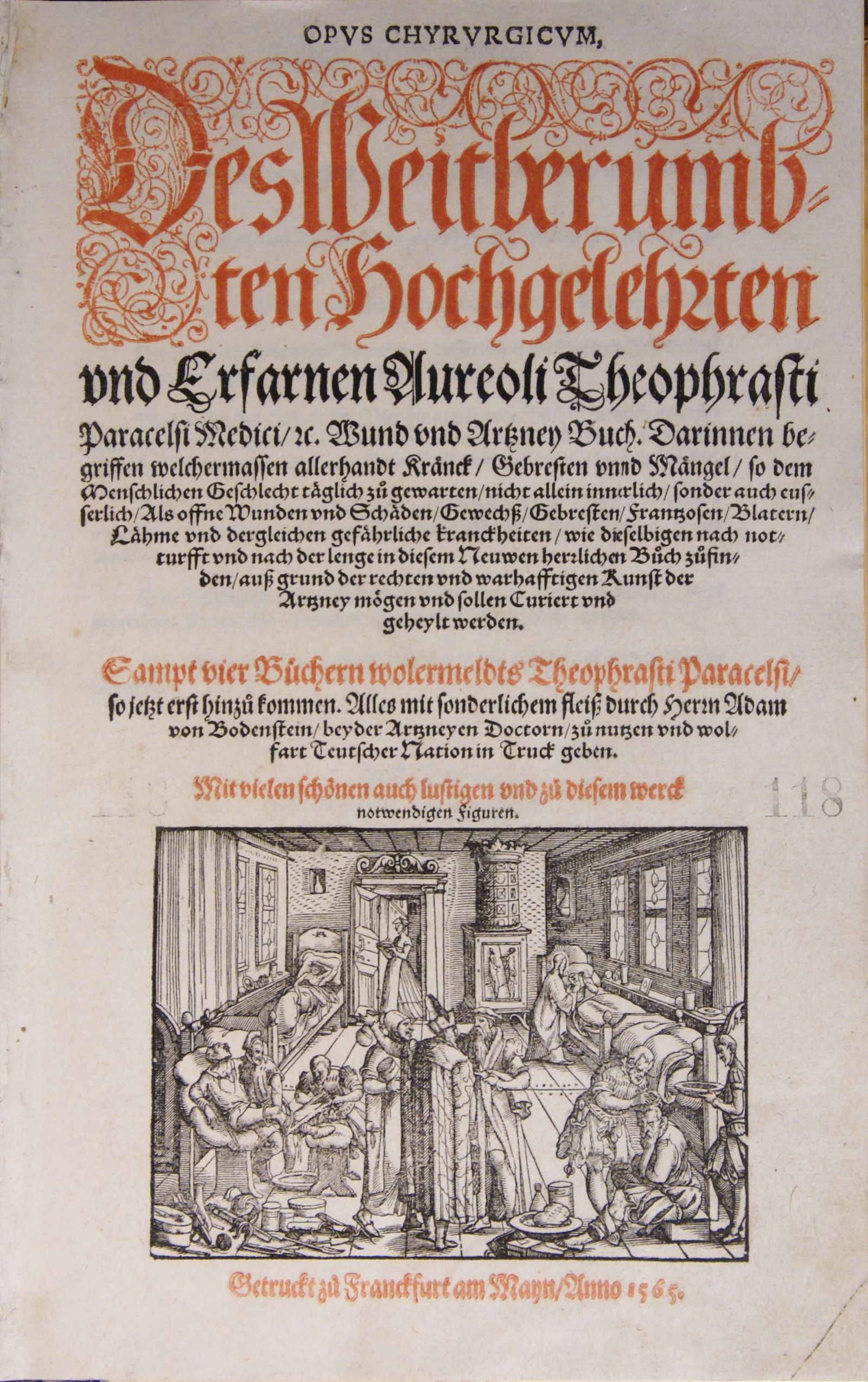
Frontespizio di Opus Chyrurgicum

Quella di Paracelso è una medicina che pone al centro l'uomo vivo. Egli dava molta importanza a un'attenta osservazione del paziente ed era molto capace nell'immedesimarsi nei suoi disturbi. L'anatomia di Paracelso, infatti, non si basa sulla dissezione come quella di Vesalio, bensì sull'esteriorità, sulla capacità del medico di ricollegare i segni sul corpo all'agente interno causa della malattia. Si può dire dunque che pone le basi della semeiotica. Nei suoi scritti, nel descrivere le parti anatomiche, inserisce contemporaneamente le sue interpretazioni di esse, non distingue ciò che vede da ciò che pensa.
Per quanto riguarda la chirurgia, il fondamento è conservativo e non aggressivo: bisogna solo stimolare la natura ed essa provvederà da sé. Tuttavia, l'uso di anestesie molto blande faceva sì che egli non praticasse vivisezioni e che le sue operazioni fossero dolorose. Si dedicò particolarmente a studi sulla sifilide; secondo la sua teoria la malattia era generata da due fattori connessi: l'influsso astrale, di per sé innocuo, e l'atto impuro, che sorge dalla libido. La sua importanza in campo farmacologico è dovuta al fatto di essere stato il primo a raccomandare l'uso di sostanze minerali e di prodotti chimici per la cura delle malattie dell'uomo, diversamente da quanto esposto nelle precedenti dottrine dove ci si limitava all'uso di piante ed estratti vegetali.
A lui si deve il tentativo di riportare la medicina nell'alveo dei misteri e dello studio delle scienze segrete. Diversi furono gli esponenti rosacrociani tra i suoi seguaci, perciò detti paracelsiani. Molti altri esaltarono la sua figura, tra cui Spinoza, Goethe, Oswald Spengler, Friedrich Gundolf, Conrad Ferdinand Meyer, Rudolf Steiner, Ezra Pound, Carl Gustav Jung.

## Difficoltà di interpretazione
Leggere Paracelso presenta una serie di problematiche non facilmente risolvibili. «Egli era medico, astrologo, mago e alchimista e al contempo nemico della medicina, dell'astrologia, della magia e dell'alchimia tradizionali». Tutto ciò che scrisse è influenzato da queste discipline e nello stesso tempo è utilizzato polemicamente contro di esse. In Paracelso, la visione scientifica delle cose si mescola sempre con una più spiritualistica e astrologica. «Il profano che si avvicina a Paracelso non può che rimanere stordito dal miscuglio di scienza e superstizione, filosofia e banalità, genio e follia». Quando tratta di medicina, tratta anche di magia, di alchimia, di astrologia. «Non c'è medicina senza alchimia, non c'è medicina senza astrologia, non c'è medicina senza magia».
Egli afferma: «Sulla Terra c'è ogni tipo di medicina ma non coloro che sanno applicarla». Non a caso egli stesso, nel Paragranum, afferma che i quattro pilastri della medicina sono la filosofia, l'astronomia, l'alchimia e le virtù. Inoltre il suo Corpus scriptorum è davvero immenso, e pare che egli dettasse le sue pagine a scrittori occasionali. In particolare, la maggior parte delle opere fu dettata al suo pupillo prediletto, Johannes Oporinus, il quale si occupò di pubblicarle dopo la morte dell'autore. Egli è stato definito il Lutero della medicina per il suo spirito di ribellione. In un periodo in cui uscire dai sentieri battuti, in qualsiasi campo, era un'eresia da condannare, Paracelso si gettò in una concezione del tutto autonoma della scienza medica e non esitò a scagliarsi contro le concezioni tradizionali ereditate dal passato e ancora fermamente condivise.

## Nella cultura di massa
- Una biografia di Paracelso è contenuta in un surreale racconto nell'opera Narrate uomini la vostra storia di Alberto Savinio.[38]
- Secondo uno studio particolare[39], la figura di Paracelso coesa con la medicina di una delle sue famigerate pozioni fu una delle idee-guida che condussero Nietzsche all'elaborazione di Così parlò Zarathustra, specialmente in ordine al farmaco del "diavolo in corpo".
- Nella serie televisiva Warehouse 13 Paracelso è il custode del Magazzino 9.
- Nella scuola di magia e stregoneria di Hogwarts è conservato un busto di Paracelso che viene usato da Pix (Peeves) il poltergeist per architettare uno scherzo (Harry Potter e l'Ordine della Fenice). Il nome dell’alchimista viene citato anche nel film prequel della saga di J. K. Rowling, Animali fantastici e dove trovarli.
- Per il teatro musicale l'opera Paracelso dal trattato delle Ninfi, Silfi, Pigmei, Salamandre e altri esseri (1994) del compositore italiano Fabrizio De Rossi Re.
- Nell'anime Fullmetal Alchemist, il nome di Van Hohenheim prende ispirazione da Paracelso.
- Nel gioco di ruolo Household, il nome di Paracelso viene dato all'omonimo Sprigo della Polvere portavoce dei Liberi Domini.
- Il gioco da tavolo Sagani, creato dall'autore Uwe Rosenberg, si ispira alla teoria di Paracelso sugli spiriti della natura responsabili dei cambiamenti della materia.[40]
- Nel videogioco Lies of P viene presentato come "leggendario alchimista" e creatore della spada "Occhio dell'Uroboro".
- Nel fumetto "Dago", di Robin Wood e Alberto Salinas, Paracelso salva il protagonista offrendogli le sue "particolari" cure e alla fine dell'episodio troverà il tanto ricercato mitico ermafrodito.
- Nella serie manga e anime The Case Study of Vanitas, Paracelso fu l'alchemista che innescò l'incidente di Babele.

## Opere
- Elf Traktate von Ursprung, Ursachen, Zeichen und Kur einzelner Krankheiten (Undici trattati sull’origine, le cause, i sintomi e la cura di singole malattie), 1520.
- Vom Holtz Guaiaco gründlicher heylung (Del legno di guaico), 1529.
- Paragranum, 1530
- Von dem Bad Pfeffers in Oberscwytz gelegen (Sui bagni di Pfeffers situati nella zona dell'Oberschwitz), 1535.
- Le Profezie, 1536.
- Philosophia magna, tractus aliquot, Köln, 1567.
- Von den Krankheiten so die Vernunfft Berauben (Sulle malattie che privano della ragione), Basel, 1567.
- Philosophiae et medicinae utriusque compendium, Basel, 1568.
- Kleine Wundartznei (La piccola chirurgia), Basel, 1579.
- Opus Chyrurgicum, Bodenstein, Basel ,1581.
- Opera omnia medico-chemico-chirurgica, 3 voll., Genf, 1658.
- Liber de nymphis, sylphis, pygmaeis et salamandris et de caeteris spiritibus, Nissae Silesiorum, 1566.
- Das buch Paragranum (Paragranum), 1529.
- Opus Paramirum, 1531.
- Der grossenn Wundartzney das erst Buch (La grande chirurgia), 1536.
- Archidoxae medicinae libri, 1524.
- Von den Frantzösishen kranckheit Drey Bücher (Tre libri sulla malattia francese [sifilide]), 1530.
- Das Buch vom Tartaro, das ist vom Ursprung des Sands und Steins (Il libro del tartaro, ossia le origini della sabbia e della pietra).